# 1915 ve fotografii

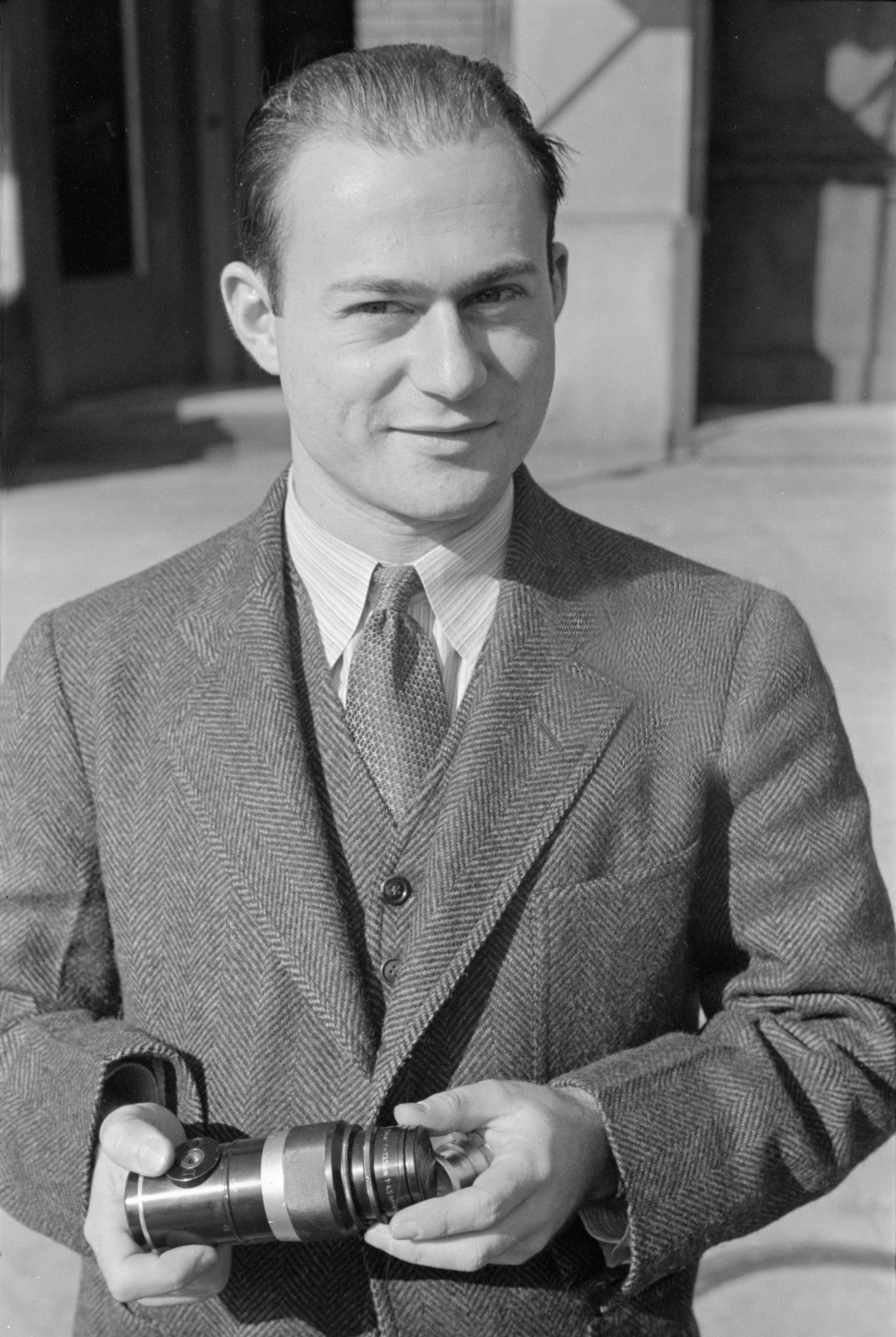
Arthur Rothstein se v roce 1915 narodil

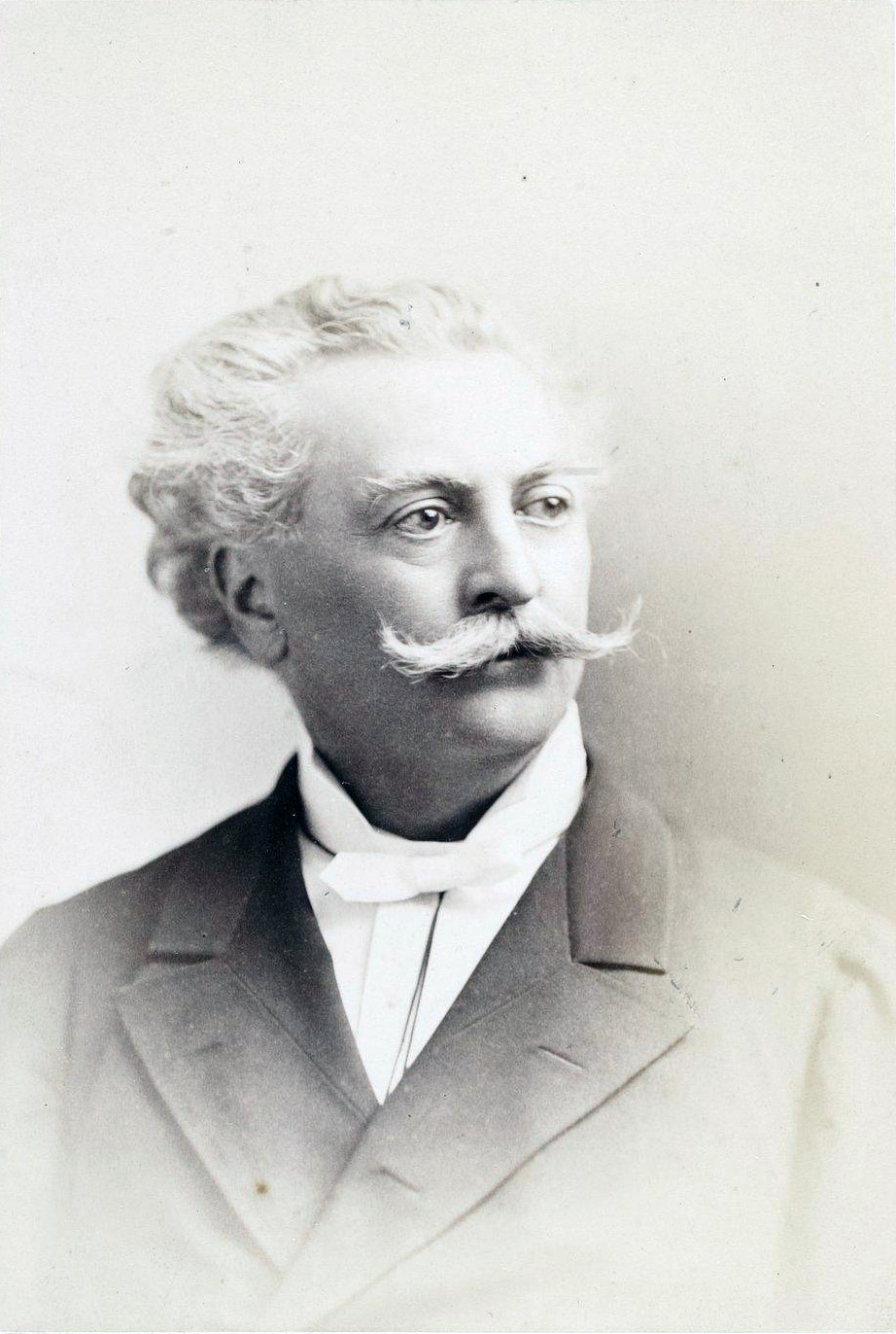
Désiré Charnay v roce 1915 zemřel

Tento článek obsahuje významné fotografické události v roce 1915.

## Události

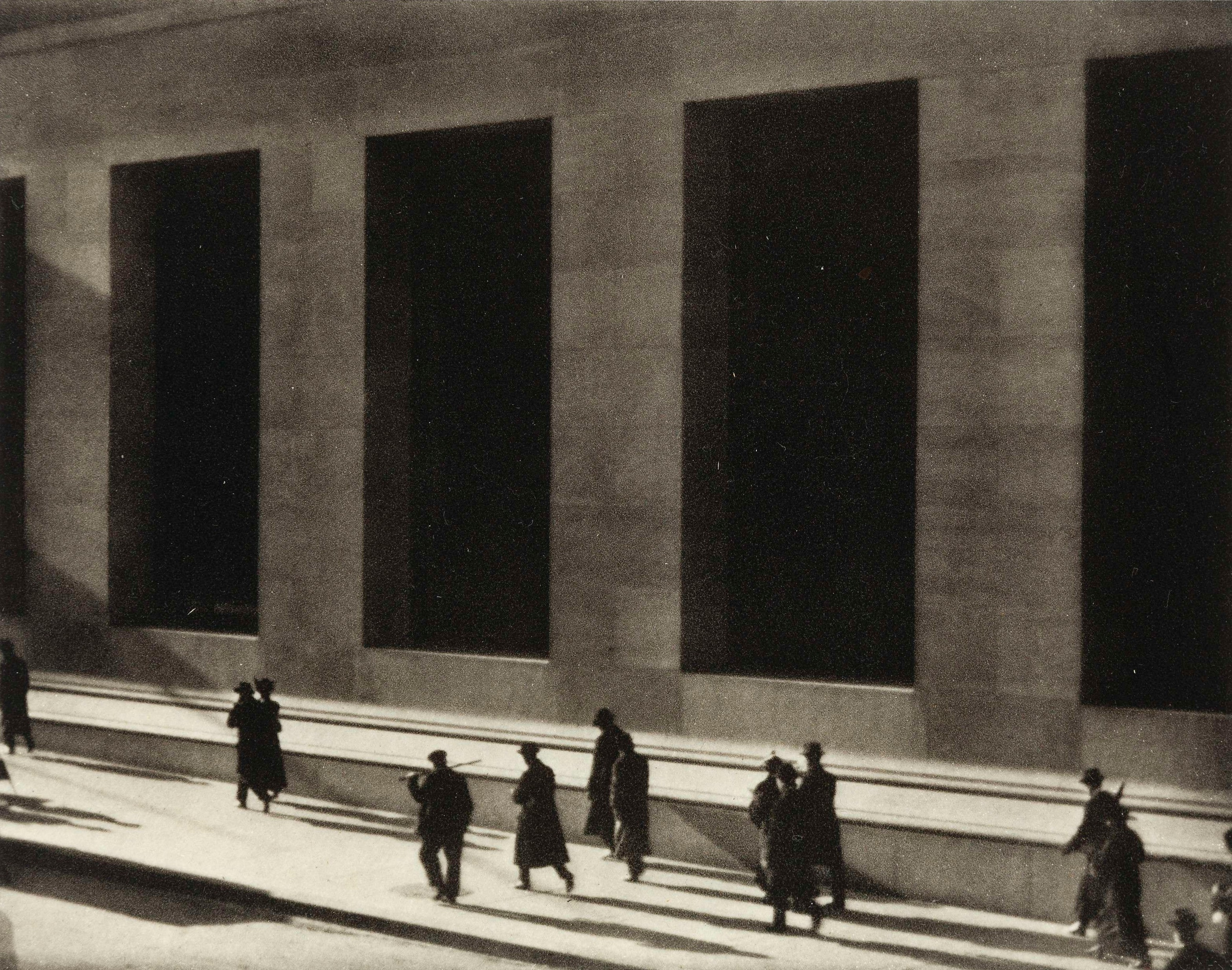
Paul Strand pořídil fotografii Wall Street

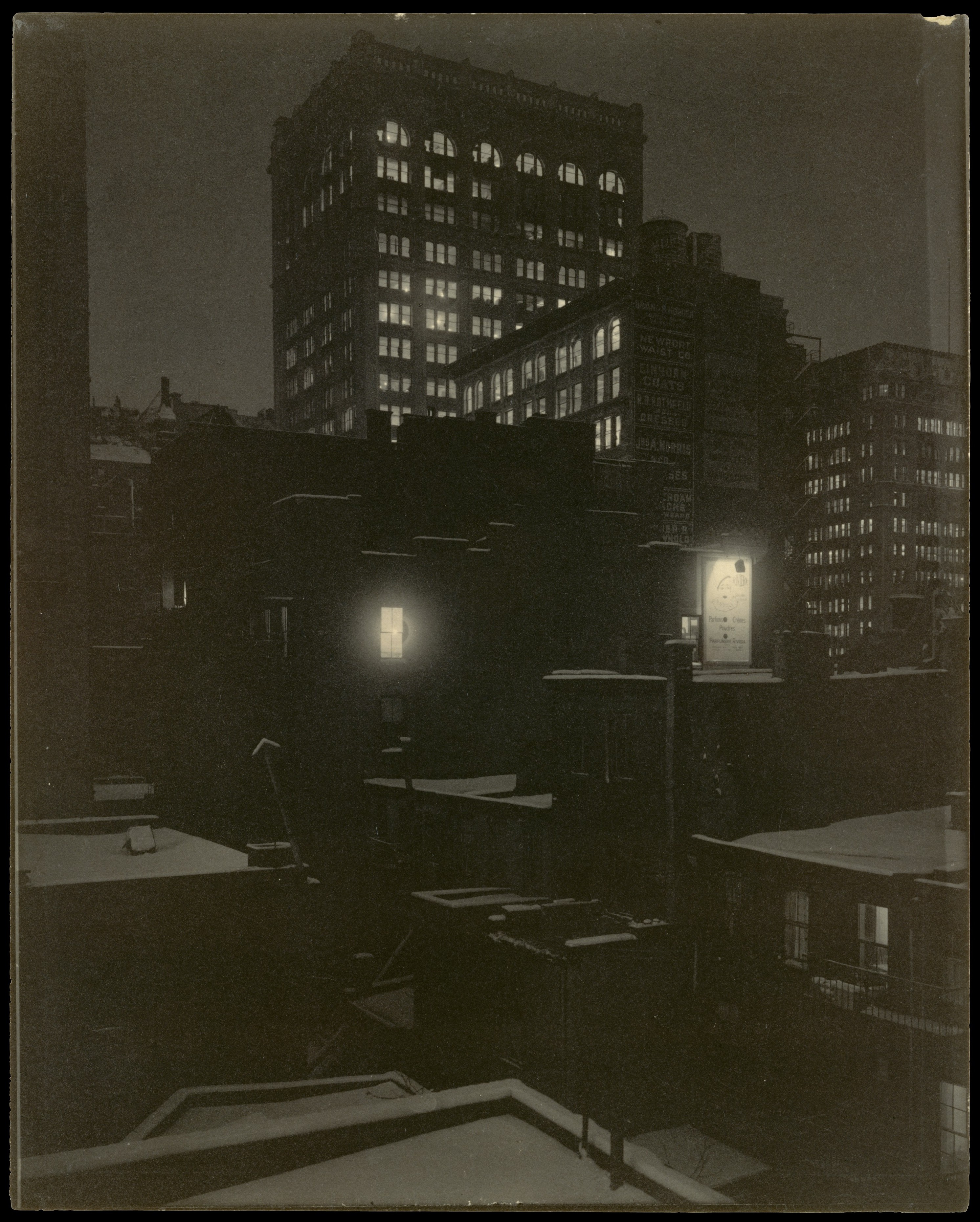
Alfred Stieglitz pořídil fotografii Ze zadního okna – 291

- Paul Strand pořídil fotografii Wall Street.[1]
- 19. března – byla poprvé fotografována trpasličí planeta Pluto.
- San Francisco – Světová výstava 1915

## Narození v roce 1915
- 23. února – Virginia Schau, americká fotografka, získal Pulitzerovu cenu za fotografii († 28. května 1989)
- 21. dubna – Vilém Rosegnal, český fotograf a fotoreportér († 4. dubna 1987)
- 29. července – Horst Grund, německý fotograf a kameraman († 8. května 2001)
- 10. srpna – Jan Lukas, český fotograf († 28. srpna 2006)
- 8. října – Serge Sazonoff, francouzský fotograf († 24. ledna 2012)
- ? – Arthur Rothstein, americký novinářský fotograf († 1985)
- ? – Irving Rusinow, americký fotograf († 2. srpna 1990)
- ? – Eiiči Macumoto, japonský fotograf, zachytil důsledky bombardování Hirošimy a Nagasaki (1915–2004)
- ? – Suzanne Szaszová, americká fotožurnalistka, fotografka dětí a rodinného života maďarského původu, podílela se na projektu DOCUMERICA (20. října 1915 – 3. července 1997)

## Úmrtí v roce 1915
- 12. ledna – Caroline Hammerová, dánská průkopnická fotografka s ateliérem na fríském ostrově Föhr (* 28. října 1832)
- 25. února – Flaxman Charles John Spurrell, anglický archeolog a fotograf (* 1842)
- 10. dubna – Volodymyr Osypovyč Šuchevyč, ukrajinský veřejný činitel, etnograf, fotograf, učitel a publicista (* 15. března 1849)
- 21. května – Knud Knudsen, norský fotograf (* 3. ledna 1832)
- 7. července – William Downey, anglický portrétní fotograf (* 14. července 1829)
- 1. srpna – Pavel Matvějevič Olchin, ruský vědec, spisovatel a fotograf (* 19. ledna 1830)
- 2. srpna – Charles Riis, dánský fotograf aktivní v Helsinkách (* 15. ledna 1837)
- 24. října – Désiré Charnay, francouzský cestovatel, archeolog a fotograf (* 2. května 1828)
- ? – Lotten von Düben, švédská portrétní fotografka (* 1828)
- ? – Elizabeth Flint Wade, americká spisovatelka a fotografka, vystavovala společně s Rose Clarkovou (* 29. října 1852)
- ? – Elmer Chickering, americký fotograf (* 1857)
- ? – Hilda Sjölin, pravděpodobně první švédská profesionální fotografka, v 60. letech 19. století otevřela vlastní studio v Malmö (* 1835)
- ? – Kikuči Šingaku, japonský fotograf (* 1832)
- ? – Margaret Lindsay Huggins, irsko-anglická vědecká pracovnice, astronomka a astrofotografka (* 14. srpna 1848 – 24. března 1915)
- ? – Jan Příbramský, český fotograf působící zejména v jižních Čechách, dělal portrétní fotografii, zejména dětí, ale také domů, Šumavy a fotokopie uměleckých děl (* 11. května 1859 — 27. února 1915)